# Zelenotropînske, Hola Prîstan
Zelenotropînske (în ucraineană Зеленотропинське) este un sat în comuna Novovolodîmîrivka din raionul Hola Prîstan, regiunea Herson, Ucraina.

## Demografie
Componența lingvistică a localității Zelenotropînske
     Ucraineană (87,16%)
     Rusă (3,5%)
     Română (1,36%)
     Alte limbi (0,19%)
Conform recensământului din 2001, majoritatea populației localității Zelenotropînske era vorbitoare de ucraineană (87,16%), existând în minoritate și vorbitori de armeană (7,39%), rusă (3,5%) și română (1,36%).